# Sabre
|  | Aquest article tracta sobre l'arma. Si cerqueu el peix, vegeu «peix sabre». |

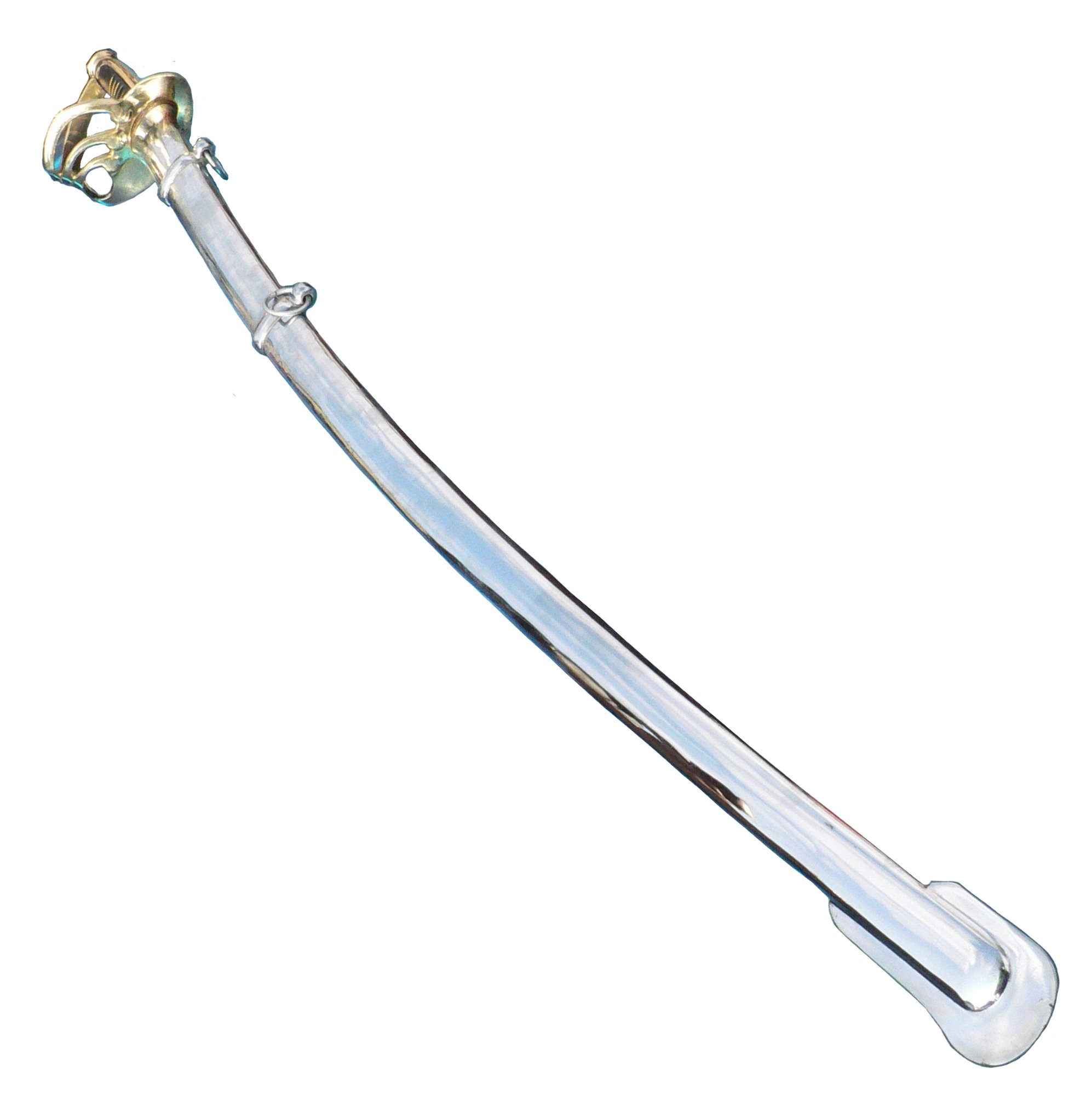
Sabre de cavalleria

El sabre (del magiar "szablya") és una arma blanca que es pot utilitzar punxant o tallant. Normalment corbada, només té tall per un dels costats. Principalment ha estat utilitzat per la cavalleria. Modernament s'utilitza en la pràctica d'algunes arts marcials (kenjutsu, kendo, iaido, jodo) i també de l'esgrima. Diversos tipus de sabres són l'alfange, el bokken, la katana, el shinai, el tachi, el wakizashi, el iaito o el shinken.

## Història

### Origen
Encara que les espases tallants d'un sol tall ja existien al món antic, com les antigues espases tipus falç egípcies i sumèries, aquestes armes (normalment corbades cap a davant en lloc de cap enrere) eren armes de tall per als soldats del carrer. Aquest tipus d'arma es va convertir en armes tallants pesades com la Machaira grega i el Drepanon anatolià, i encara sobreviu com el ganivet tallant pesat Kukri dels Gurkhas. No obstant això, en l'antiga Xina els soldats del carrer i la cavalleria solien utilitzar una espasa recta d'un sol tall, i al segle VI de nostra era va aparèixer en el sud de Sibèria una varietat de cavalleria més llarga i lleugerament corbada d'aquesta arma. Aquest "proto-sabre" (els sabre turc-mongol) es va convertir en el veritable sabre de cavalleria al segle VIII de nostra era, i al segle ix es va convertir en l'arma auxiliar habitual en les estepes euroasiàtiques. El sabre va arribar a Europa amb els magiars i l'expansió turca. Aquests sabres més antics tenien una lleugera curvatura, quillons curts i girats cap avall, l'empunyadura orientada en sentit contrari a la fulla i una punta afilada amb el terç superior del revers afilat.

### Període modern
La introducció del sabre pròpiament dit a Europa occidental, juntament amb el propi terme sabre, data del segle xvii, per influència del tipus szabla derivat en última instància d'aquestes espases medievals. L'adopció del terme està relacionada amb l'ocupació del hússar hongarès (huszár) de cavalleria per part dels exèrcits d'Europa Occidental de l'època. Els hússars hongaresos s'empraven com a cavalleria lleugera, amb la funció d'hostigar als escaramuçadors enemics, superar posicions d'artilleria i perseguir a les tropes que fugien. A la fi del segle XVII i principis del XVIII, molts hússars hongaresos van fugir a altres països d'Europa central i occidental i es van convertir en el nucli de les formacions de cavalleria lleugera creades allí. El terme hongarès szablya es remunta en última instància a les turc nord-occidental selebe, amb contaminació del verb hongarès szab "tallar".
El tipus original de sabre, o szabla polonès, s'utilitzava com a arma de cavalleria, possiblement inspirada en la guerra hongaresa o en la més àmplia turc-mongola.
La karabela era un tipus de szabla popular a la fi del segle xvii, usada per la classe noble de la Confederació de Polònia i Lituània, la szlachta. Encara que va ser dissenyada com a arma de cavalleria, també va arribar a substituir a diversos tipus d'espases de fulla recta utilitzades per la infanteria. El sabre suís es va originar com una espasa regular amb una fulla d'un sol tall a principis del segle xvi, però al segle XVII va començar a mostrar tipus d'empunyadura especialitzats.

#### La Mancomunitat de Polònia-Lituània
En la Mancomunitat Polonès-Lituana (segles XVI-XVIII) s'utilitzava un tipus específic d'arma de combat tipus sabre, la szabla. Els sabres ricament decorats eren populars entre la Noblesa polonesa, que els considerava una de les peces més importants de l'abillament tradicional masculí. Amb el temps, el disseny del sabre va evolucionar molt en la mancomunitat i va donar lloc a una varietat d'armes tipus sabre, destinades a moltes tasques. Als segles següents, la ideologia del sarmatisme i la fascinació polonesa per les cultures, els costums, la cuina i la guerra d'Orient van fer que la szabla es convertís en una part indispensable de la cultura tradicional polonesa.

### Ús modern

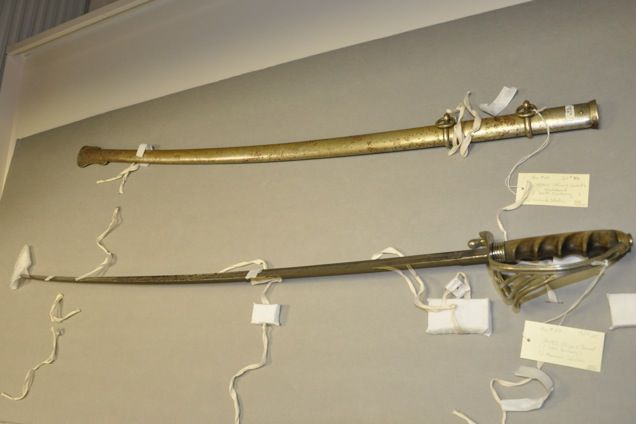
El sabre d'oficial M1902 del tinent coronel Teòfil Marxuach en el lloc del National Historic Trust en el Castell San Cristóbal a San Juan, Puerto Rico

El sabre va tenir un ampli ús militar a principis del segle xix, especialment en les Guerres Napoleòniques, durant les quals Napoleó va utilitzar càrregues pesades de cavalleria amb gran efecte contra els seus enemics. Les versions més curtes del sabre també van ser utilitzades com a armes de mà per les unitats desmuntades, encara que van ser substituïdes gradualment pels tercats i les baionetes d'espasa a mesura que avançava el segle. Encara que va haver-hi un ampli debat sobre l'eficàcia d'armes com el sabre i la llança, el sabre va seguir sent l'arma estàndard de la cavalleria per a l'acció muntada en la majoria dels exèrcits fins a la Primera Guerra Mundial i en uns pocs exèrcits fins a la Segona Guerra Mundial. A partir de llavors, va ser relegat gradualment a l'estatus d'arma cerimonial, i la major part de la cavalleria a cavall va ser substituïda per cavalleria blindada a partir de la dècada de 1930.

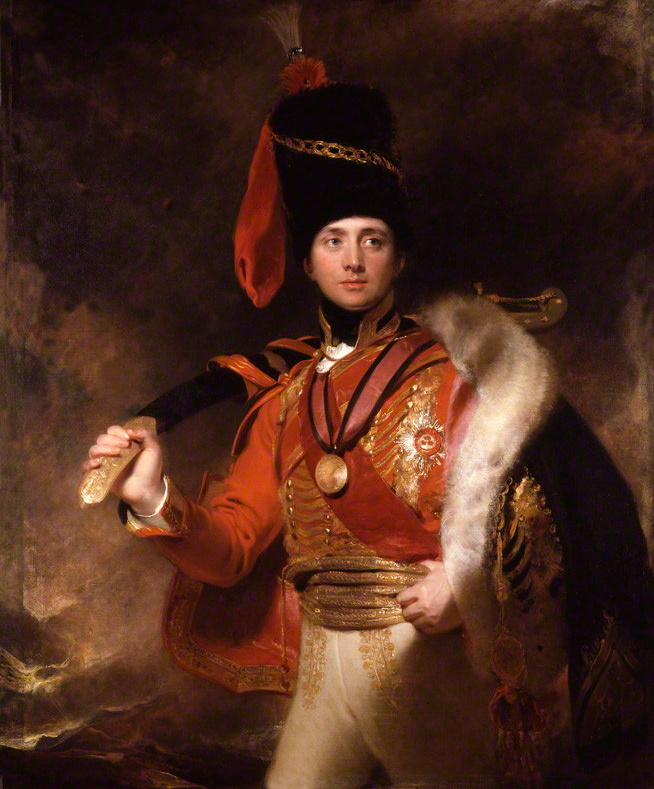
Un general britànic de Hússars amb un kilij enfundat de fabricació turca (1812)

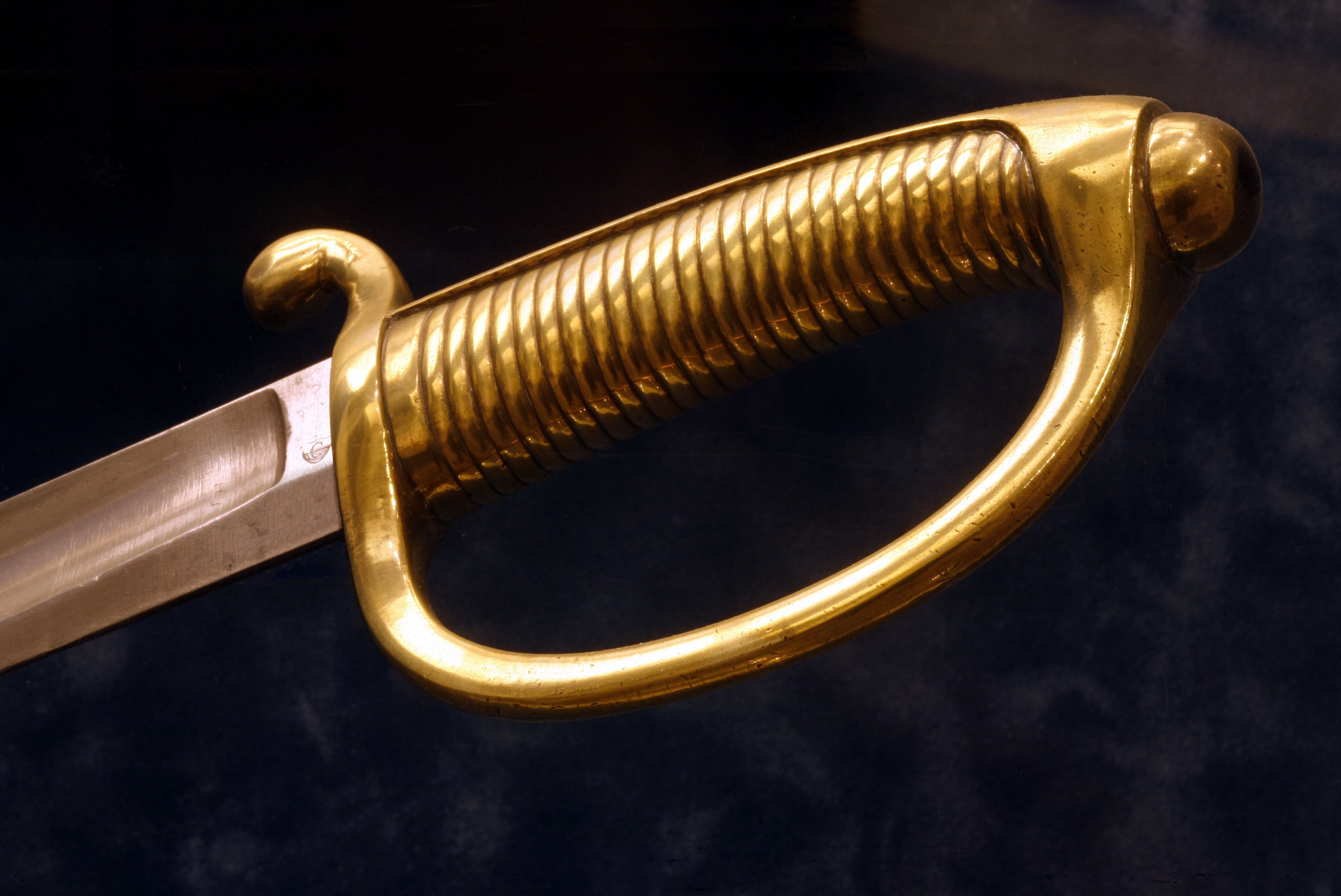
El briquet, típic sabre d'infanteria de les Guerres Napoleòniques

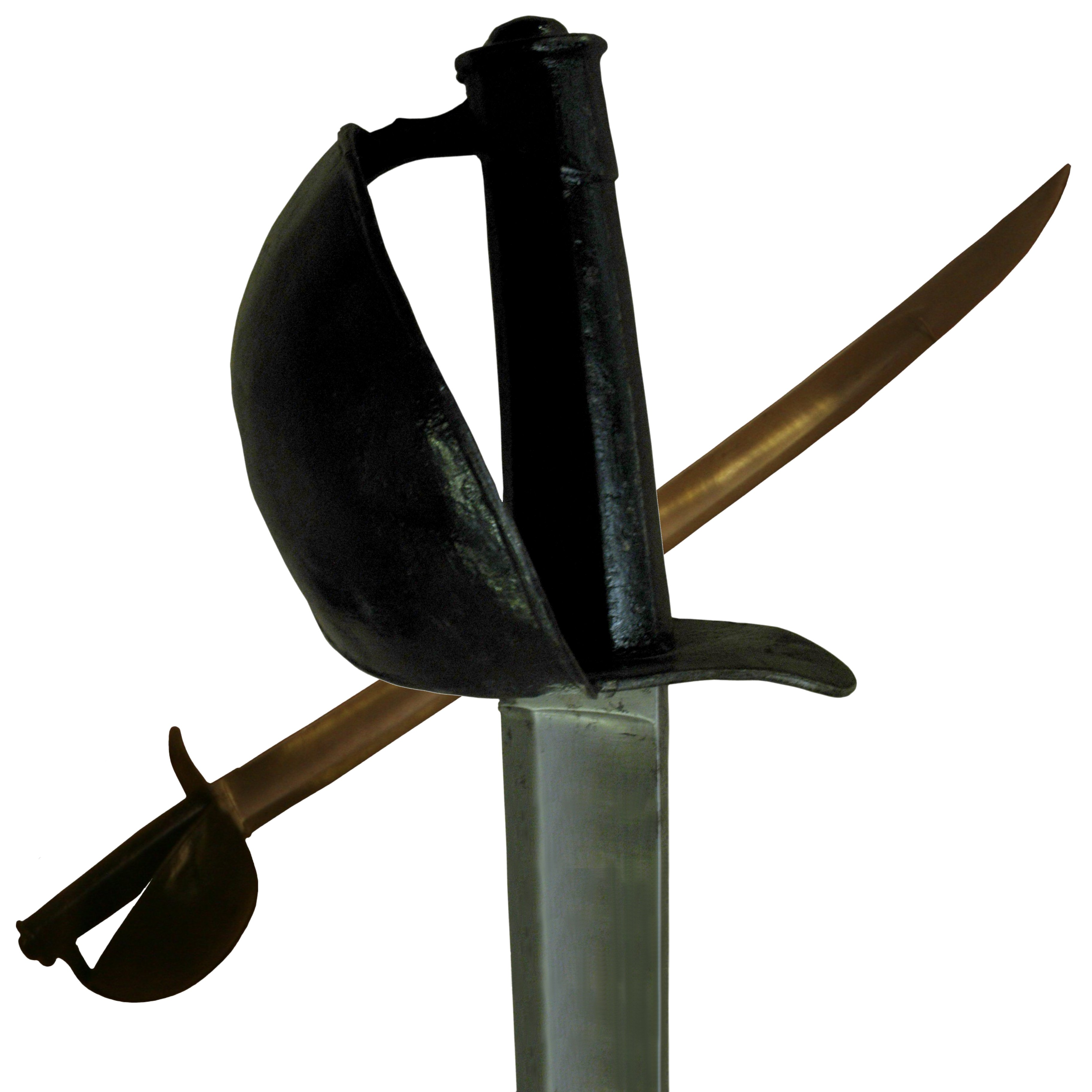
Sabre de la marina francesa del, sabre d'abordatge

Quan la cavalleria muntada a cavall va sobreviure en la Segona Guerra Mundial, ho va fer generalment com a infanteria muntada sense sabre. No obstant això, la cavalleria alemanya va seguir portant el sabre fins al cap de la campanya polonesa de 1939, després de la qual cosa aquesta històrica arma es va guardar en 1941.
La cavalleria romanesa va seguir portant els seus sabres rectes de "embranzida" en servei actiu fins a almenys 1941.

#### Època napoleònica
Els sabres van ser comunament utilitzats pels britànics en l'era napoleònica per als oficials de cavalleria lleugera i infanteria, així com para uns altres. L'elegant però eficaç sabre de patró 1803 que el Govern britànic va autoritzar per al seu ús pels oficials d'infanteria durant les guerres contra Napoleó presentava una fulla de sabre corbada que sovint era pavimentada i gravada pel propietari d'acord amb el seu gust personal, i es basava en el famós i àgil sabre de cavalleria lleugera de 1796 que era famós pel seu brutal poder de cort. Els sabres van ser utilitzats comunament durant aquesta època per tots els exèrcits, de forma molt semblada a com ho feien els britànics.
La popularitat del sabre havia augmentat ràpidament a Gran Bretanya al llarg del segle xviii, tant per a la infanteria com per a la cavalleria. Aquesta influència procedia principalment del sud i l'est d'Europa, i els hongaresos i austríacs figuren com a fonts d'influència per al sabre i l'estil d'esgrima en les fonts britàniques. La popularitat dels sabres es va estendre ràpidament per Europa als segles XVI i XVII, i finalment va arribar a dominar com a arma militar en l'exèrcit britànic al segle xviii, encara que les fulles rectes van seguir sent utilitzades per alguns, com les unitats de cavalleria pesada. (També van ser substituïdes pels sabres poc després de l'època napoleònica).
La introducció de les espases "patró" en l'exèrcit britànic en 1788 va conduir a un breu abandó del sabre en l'ús de la infanteria (encara que no per a la cavalleria lleugera), en favor de l'spadroon, més lleuger i de fulla recta. El spadroon va ser universalment impopular, i molts oficials van començar a comprar i portar sabres de forma no oficial una vegada més. En 1799, l'exèrcit ho va acceptar de forma reglamentària per a algunes unitats, i en 1803, va produir un patró de sabre específic per a certs oficials d'infanteria (oficials de flanc, de fusell i d'estat major). El model de 1803 va tenir ràpidament un ús molt més ampli que el previst en el reglament, a causa de la seva eficàcia en el combat i al seu atractiu per a la moda.

#### Patró 1796 de sabre de cavalleria lleugera
El sabre britànic més famós de l'època napoleònica és el model de cavalleria lleugera de 1796, utilitzat tant per la tropa com pels oficials (les versions dels oficials poden variar una mica, però són molt semblades al sabre de tropa). Va ser dissenyat en part pel famós John Le Marchant, que va treballar per millorar el disseny anterior (1788) basant-se en la seva experiència amb els austríacs i els hongaresos. Le Marchant també va desenvolupar el primer manual oficial d'exercicis d'espasa militar britànic basat en aquesta experiència, i el seu sabre de cavalleria lleugera, i el seu estil d'esgrima va passar a influir fortament en l'entrenament de la infanteria i la marina.
El sabre de la cavalleria lleugera de 1796 era conegut pel seu brutal poder de tall, que seccionava fàcilment els membres, i que va donar lloc al mite (no demostrat) que els francesos van presentar una queixa oficial als britànics per la seva ferocitat. Aquesta espasa també es va utilitzar àmpliament en les unitats d'artilleria muntada i en les nombroses unitats de milícia establertes a Gran Bretanya per protegir-se d'una possible invasió de Napoleó.

#### Espases mameluques
Encara que el sabre ja s'havia fet molt popular a Gran Bretanya, l'experiència a Egipte va fer que alguns oficials d'infanteria i cavalleria es decantessin per les fulles d'estil espasa mameluca, un tipus de simitarra d'Orient Mitjà. Aquestes espases es diferencien de les més típiques britàniques en què tenen curvatures més extremes, en què no solen estar plenes i en què s'estrenyen fins a una punta més fina. Les espases mameluques també van guanyar certa popularitat a França. El propi Arthur Wellesley, primer duc de Wellington, portava una espasa d'estil mameluc. En 1831, l'espasa "mameluca" es va convertir en el model d'espasa dels generals britànics, així com dels oficials del Cos de Marines dels Estats Units; en aquesta última funció, se segueix utilitzant en l'actualitat.

#### Estats Units
La victòria americana sobre les forces rebels en la ciutadella de Trípoli en 1805, durant la Primera Guerra de Berbería, va portar al lliurament d'exemplars enjoiats d'aquestes espases als oficials superiors del US Marines. Els oficials del Cos de Marines dels Estats Units segueixen utilitzant una espasa de vestir amb patró mameluc. Encara que alguns sabres kilij genuïns turcs van ser utilitzats pels occidentals, la majoria dels "sabres mamelucs" van ser fabricats a Europa; encara que les seves empunyadures eren molt similars en forma al prototip otomà, les seves fulles, fins i tot quan s'incorporava un yelman expandit, tendien a ser més llargues, més estretes i menys corbades que les del veritable kilij.
En la Guerra Civil Americana, el sabre es va utilitzar amb poca freqüència com a arma, però va veure un desplegament notable en la batalla de Brandy Station i en el Camp de Cavalleria de l'Est en la batalla de Gettysburg en 1863. Molts soldats de cavalleria -sobretot en el bàndol Confederat- van acabar abandonant les armes llargues i pesades en favor dels revòlvers i les carabines.
L'últim sabre lliurat a la cavalleria nord-americana va ser el sabre Patton de 1913, dissenyat per ser muntat en la cadira de muntar del genet. El sabre Patton és només un sabre de nom. És un sabre recte, centrat en l'embranzida. Una circular del Departament de Guerra dels Estats Units, datada el 18 d'abril de 1934, anunciava que el sabre ja no es lliuraria a la cavalleria i que es rebutjaria per complet el seu ús com a arma. Només es conservarien els sabres de gala, per a ús exclusiu dels oficials i estrictament com a distintiu de rang.

#### Policia
Durant el segle xix i principis del XX, els sabres també van ser utilitzats per personal muntat i desmuntat en algunes forces policials europees. Quan el sabre era utilitzat per la policia muntada contra les multituds, els resultats podien ser devastadors, com es mostra en una escena clau de Doctor Jivago. El sabre va ser eliminat posteriorment en favor del bató, o porra, per raons tant pràctiques com a humanitàries. La Gendarmerie de Bèlgica les va utilitzar almenys fins a 1950, i les forces policials sueques fins a 1965.

## El sabre com a arma d'esgrima
El sabre modern és juntament amb l'espasa i el floret, una de les tres armes d'esgrima. Deriva de l'arma que usaven els soldats de cavalleria. Té un protector en forma de bol, que es corba sota la mà, i un full en forma de T en secció transversal. La longitud del sabre és de 90 cm i el seu pes màxim és de 500 g. Els tocats o punts es poden aconseguir envestint amb la punta o produint un tall amb el tall del full. El blanc vàlid és tot el cos de cintura cap amunt, incloent cap i braços. Els assalts de sabre són els més ràpids i àgils en esgrima, pel que requereixen una bona forma física.

## El sabre a la dansa del ventre
La dansa del sabre ("raks a Sayf") és originària de la dansa marcial tradicional d'Egipte "El Ard", que és realitzada per homes que porten els sabres en forma vertical, a punt per lluitar, mentre ballen. Raks al Sayf implica balancejar l'objecte sobre el cap, maluc, estómac, espatlles, etc. No existeix gaire documentació que indiqui que la dansa del sabre ballada per dones sigui comú, excepte algunes pintures.